# Dziewczyna z pociągu (powieść)
Dziewczyna z pociągu – thriller psychologiczny brytyjskiej pisarki Pauli Hawkins wydany w 2015 roku.
Książka zadebiutowała 1 lutego 2015 na 1. miejscu listy bestsellerów dziennika New York Times i nie schodziła z tej pozycji przez 14 tygodni. Do marca 2015 roku sprzedały się ponad 3 miliony egzemplarzy w Stanach Zjednoczonych i ponad 1 milion w Wielkiej Brytanii. Książka zebrała mnóstwo entuzjastycznych recenzji, w których była porównywana do popularnej Zaginionej dziewczyny Gillian Flynn z 2012 roku.  Na Twitterze polecał ją Stephen King.
Prawa do wydania książki zostały sprzedane do 47 krajów (w tym Szwecja, Francja, Włochy, Czechy, Niemcy, Brazylia, Grecja, Serbia, Holandia).
Prawa do ekranizacji książki wykupiła wytwórnia DreamWorks. film pod tym samym tytułem z Emily Blunt w roli głównej wyreżyserował Tate Taylor (Służące).

## Fabuła
Rachel, trzydziestoletnia mieszkanka Londynu codziennie o godz. 8:04 wsiada do pociągu i każdego dnia pokonuje tę samą trasę. Codziennie przygląda się też z okna stojącemu przy torach domowi numer 15 i jego szczęśliwym, pięknym lokatorom: zazdrości ślicznej parze. Jeszcze niedawno sama mieszkała w identycznym domu kawałek dalej, sama była szczęśliwa z Tomem, dopóki jej nie porzucił i nie ożenił się z Anną. Jeszcze niedawno jeździła tędy do pracy, bo teraz tylko… udaje przed swą przyjaciółką Cathy, u której pomieszkuje. Z pracy ją wyrzucono za alkoholową awanturę. Rachel mocno utyła, zbrzydła, czuje się niepotrzebna nikomu i bezwartościowa, i gdy pewnego dnia widzi swą piękną sąsiadkę z domu numer 15 w objęciach kogoś obcego, jest nią głęboko rozczarowana i postanawia przyjrzeć się efektownej Megan dokładniej. Wkrótce Megan znika bez śladu.

## Postaci
- Rachel – główna bohaterka
- Tom – były mąż Rachel
- Anna – obecna żona Toma
- Megan – sąsiadka Toma i Anny, którą Rachel obserwuje z okien pociągu
- Scot – mąż Megan
- Cathy – przyjaciółka Rachel